# Saint-Martial-de-Vitaterne
Saint-Martial-de-Vitaterne település Franciaországban, Charente-Maritime megyében. Lakosainak száma 549 fő (2022. január 1.). Saint-Martial-de-Vitaterne Jonzac és Saint-Germain-de-Lusignan községekkel határos.

## Népesség
A település népessége az elmúlt években az alábbi módon változott:
| Lakosok száma | 200  | 503  | 419  | 446  | 530  | 552  | 548  | 545  | 547  | 549  |
|               | 1968 | 1982 | 1990 | 2006 | 2013 | 2015 | 2017 | 2019 | 2020 | 2022 |